# Stadthalle Fürth
Le Stadthalle est une salle omnisports polyvalente située à Fürth, en Allemagne. 

## Histoire
Il a ouvert en 1982 et a une superficie totale de 2 500 m2. Parmi les artistes s'y étant rendu, mentionnons Chuck Berry, Frank Zappa, Alice Cooper, Ted Nugent, Ozzy Osbourne, Beastie Boys et Run-DMC.
Il est également connu comme le lieu habituel du Classique Paul Hunter, un tournoi de snooker professionnel.